# Tony McPhee
Anthony Charles 'Tony' McPhee (Humberston, 22 maart 1944 – 6 juni 2023) was een Britse bluesgitarist en zanger.

## Carrière
Tijdens zijn schooltijd formeerde McPhee zijn eerste band. Eerst een skiffle-enthousiasteling, werd hij begin jaren 1960 onder invloed van Cyril Davis en Blues Incorporated tot een algemeen erkend bluesmuzikant. Hij formeerde met John Cruickshank (zang), Pete Cruickshank (basgitaar) en Dave Boorman (drums) de band The Dollarbills. Met het bijkomstige lid Bob Hall (piano) noemden ze zich uiteindelijk The Groundhogs, naar de Ground Hog Blues van John Lee Hooker. 
The Groundhogs maakten in het Verenigd koninkrijk naam als solide r&b en bluesband. Midden jaren 1960 was de band de begeleidingsband tijdens de Europese tournees van Hooker en Champion Jack Dupree. Gezien het uitblijvende succes werden The Groundhogs ontbonden. Tony McPhee werkte verder als sessiemuzikant voor onder andere Champion Jack Dupree.
In augustus 1966 formeerde McPhee met Pete Cruickshank en Mike Meekham (drums) de band Herbal Mixture, wiens sound geleek op die van The Yardbirds. In hun psychedelische rock werd echter altijd McPhee's relatie met de blues herkend. Ze hadden succes als clubband en traden zelfs als voorband op van de Jeff Beck Group. Ze konden echter geen hit scoren. Eind 1967 werd de band ontbonden.
McPhee speelde verder de blues in onder andere  John Dummer Blues Band. McPhee herenigde in 1968 The Groundhogs, die tot 1976 bestonden als trio en over de jaren meerdere succesvolle albums opnamen. Daarna trad hij op als solist, maar ook als Tony McPhee & the Groundhogs. Hij bracht verdere albums uit. In 1995 nam hij deel aan het Alexis Korner Memorial Concert. Ook behoorde hij tot de bezetting van The British Blues All Stars.
McPhee overleed op 6 juni 2023 op 79-jarige leeftijd.

## Discografie
- 1968: Me and the Devil (album met meerdere vertolkers)
- 1969: I Asked for Water (album met meerdere vertolkers)
- 1971: Same Thing on Their Minds (samenstelling van nummers uit Me and the Devil en I Asked for Water)
- 1973: Two Sides of Tony McPhee
- 1991: The Blues And The Beast
- 1993: Foolish Pride
- 1996: Slide, T.S., Slide
- 1996: Herbal Mixture-Groundhogs
- 2000: Live in Poland
- 2002: Bleachin the Blues
- 2004: Blues at Ten (met Joanna Deacon)

- Bibsys: 8002480
- Bibliothèque nationale de France: cb13897340k (data)
- Gemeinsame Normdatei: 134821750
- International Standard Name Identifier: 0000 0000 7839 4311
- Library of Congress Control Number: n95101689
- MusicBrainz: 344cde7a-cff3-4721-a8bf-d31ded9bb147
- Nationale Bibliotheek van Tsjechië: xx0170017
- Système universitaire de documentation: 158361601
- Virtual International Authority File: 55867522
- WorldCat: E39PBJhmPP8PhdFHxxdHyxPbBP